# Ołeksandr Bondar
Ołeksandr Ołeksandrowycz Bondar, ukr. Олександр Олександрович Бондар (ur. 24 września 1981 w Zdołbunowie) – ukraiński futsalista, zawodnik z pola, reprezentant Ukrainy.

## Kariera piłkarska
W sezonie 2005/2006 Ołeksandr Bondar z Enerhiją Lwów zdobył wicemistrzostwo Ukrainy, a sezon później mistrzostwo. W sezonie 2007/2008 drugi raz z Enerhiją zajął drugie miejsce w ukraińskiej ekstraklasie oraz grał w elite round UEFA Futsal Cup. Bondar z zespołem Tajm Lwów, który w 2011 roku wszedł w fuzję z Enerhiją zdobył jeszcze dwa mistrzostwa Ukrainy oraz Puchar Ukrainy i Superpuchar Ukrainy. Przed sezonem 2014/2015 dołączył do polskiego zespołu Wisła Krakbet Kraków i w swoim debiucie zdobył Superpuchar Polski. Sezon zakończył z Pucharem Polski oraz Mistrzostwem Polski. Został także królem strzelców ekstraklasy oraz otrzymał nagrodę dla najlepszego obcokrajowca w polskiej lidze. Nagrodzono go także mianem najlepszego zawodnikiem Final Four Pucharu Polski, który odbywał się w Chojnicach. Przed kolejnym sezonem został zawodnikiem Red Devils Chojnice, z którym zdobył swój drugi Puchar Polski oraz obronił koronę króla strzelców ekstraklasy. W latach 2016–2020 był zawodnikiem Rekordu Bielsko-Biała, w barwach którego trzykrotnie sięgnął po Mistrzostwo Polski.

## Kariera reprezentacyjna
Bondar w reprezentacji Ukrainy zadebiutował 11 lutego 2013 w meczu przeciwko reprezentacji Polski, w którym zdobył jedną z bramek, a mecz zakończył się wynikiem 6:2. We wrześniu tego roku zagrał w dwóch meczach barażowych do Mistrzostw Europy 2014 przeciwko reprezentacji Węgier, lecz na sam turniej nie otrzymał powołania.

## Statystyki występów w polskiej lidze
| Sezon   | Klub                 | Kraj   | Rozgrywki          | Mecze | Bramki |
| ------- | -------------------- | ------ | ------------------ | ----- | ------ |
| 2014/15 | Wisła Krakbet Kraków | Polska | Futsal Ekstraklasa | 25    | 28     |
| 2015/16 | Red Devils Chojnice  | Polska | Futsal Ekstraklasa | 21    | 29     |
| 2016/17 | Rekord Bielsko-Biała | Polska | Futsal Ekstraklasa | 20    | 19     |
| 2017/18 | Rekord Bielsko-Biała | Polska | Futsal Ekstraklasa | 25    | 25     |
| 2018/19 | Rekord Bielsko-Biała | Polska | Futsal Ekstraklasa | 27    | 26     |
| 2019/20 | Rekord Bielsko-Biała | Polska | Futsal Ekstraklasa | 18    | 13     |